# أنديرس ديه (قسيس)
أنديرس ديه (بالنرويجية البوكمول: Anders Daae)‏ هو قسيس نرويجي، ولد في 20 ديسمبر 1680 في تروندهايم في النرويج، وتوفي في 18 مايو 1763 في Vik, Sogn ‏ في النرويج.